# Пол Андерсън (футболист)
За писателя със същите имена вижте Пол Андерсън.
Пол Андерсън (на английски: Paul Anderson) е английски футболист, играч от 2006 г. на английския Ливърпул. Играе атакуващ полузащитник, като може да атакува и по двата фланга. През сезон 2005/06 г. печели Купата на Англия за младежи с отбора на Ливърпул.